# Hagasjön (Surteby-Kattunga socken, Västergötland)
Hagasjön är en sjö i Marks kommun i Västergötland och ingår i Viskans huvudavrinningsområde.